# 奧克西湖
58°27′45″N 25°35′20″E / 58.46250°N 25.58889°E

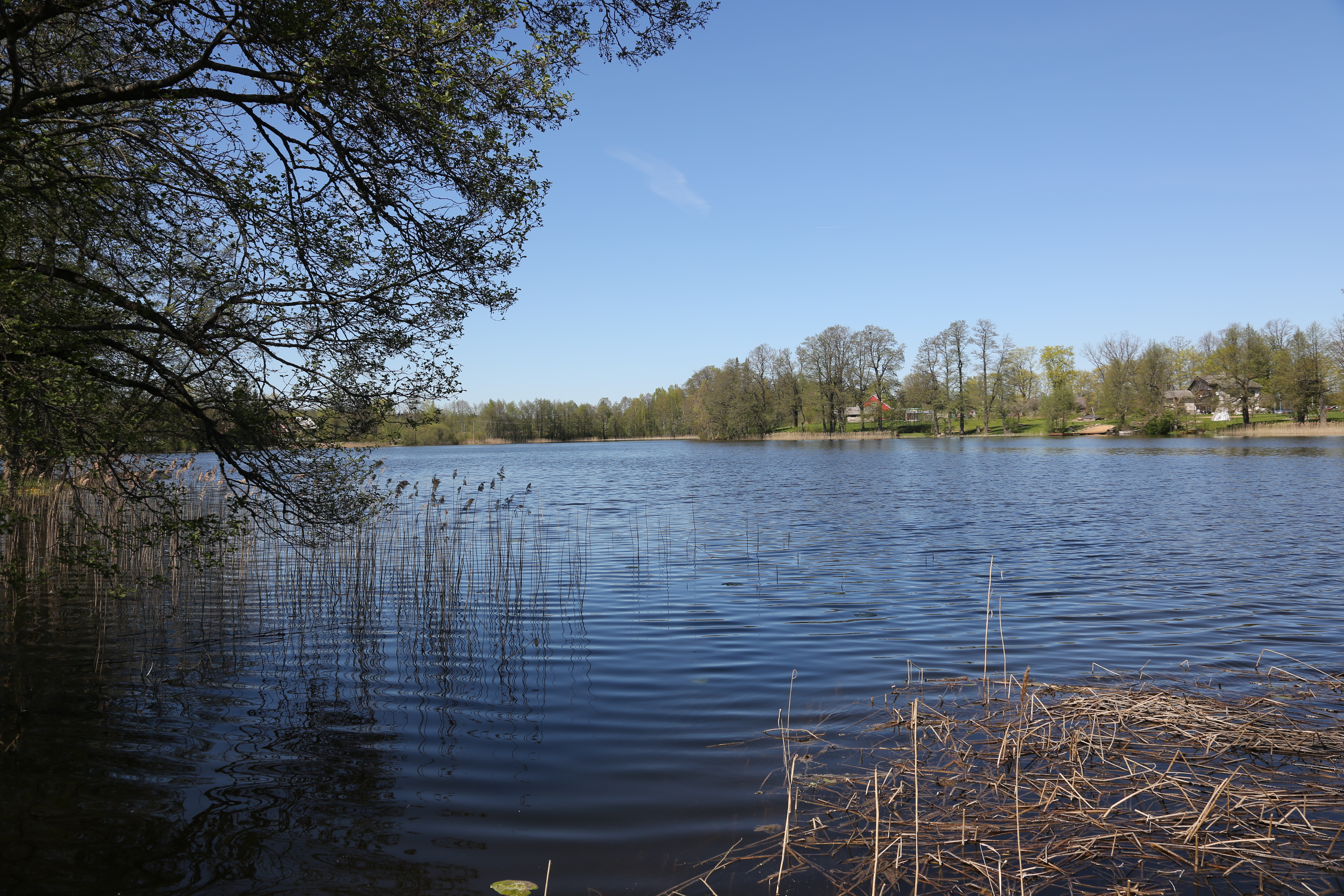
湖面风景

奧克西湖，是愛沙尼亞的湖泊，位於該國南部，由維爾揚迪縣負責管轄，長0.48公里、寬0.21公里，面積0.08平方公里，海拔高度100米，湖岸線長度1,272公里，最大水深9米。